# Узелинка
Узелинка — река в России, протекает по Оренбургской области, Самарской области.

## География и гидрология
Узелинка — правобережный приток реки Малый Мочегай, её устье находится в 7,3 километрах от устья Малого Мочегая. Длина реки — 12 километров. Площадь водосборного бассейна — 127 км².

## Данные водного реестра
По данным государственного водного реестра России относится к Нижневолжскому бассейновому округу, водохозяйственный участок реки — Большой Кинель от истока и до устья, без реки Кутулук от истока до Кутулукского гидроузла. Речной бассейн реки — Волга от верхнего Куйбышевского водохранилища до впадения в Каспий.
Код объекта в государственном водном реестре — 11010000812112100007923.